# AEG C.III
L'AEG C.III était un biplan de reconnaissance expérimental caractérisé par un profond fuselage occupant tout l’entreplan, ce qui permettait d’ajouter une arme tirant vers l’avant sans risque que les balles ne traversent le disque de l’hélice. L’idée était séduisante mais présentait d’autres défauts, en particulier un manque de visibilité vers le bas, importante pour un appareil de reconnaissance et d’observation. Essayé en 1915 avec un moteur Benz Bz III de 150 ch, le C.III resta un prototype.